# 荒井広幸
荒井 広幸（あらい ひろゆき、1958年〈昭和33年〉5月15日 ‐ ）は、日本の政治家。
衆議院議員（3期）、参議院議員（2期）、自治政務次官（第2次森内閣）、内閣官房参与（第4次安倍内閣）、新党日本幹事長（初代）、新党改革幹事長（初代）、新党改革代表（第3代）、福島県議会議員（1期）等を歴任した。

## 来歴
福島県田村郡船引町（現：田村市）生まれ。両親は旧郵便局職員。福島県立安積高等学校、早稲田大学社会科学部社会科学科（岡沢ゼミ）卒業。早大在学中から徳永正利参議院議長の公設第2秘書を務める。
1987年、29歳の誕生日直前に福島県議会議員選挙に出馬し、得票数トップで初当選（20代での当選は、福島県では26年ぶり）。1990年、福島県議を任期途中で辞職し、第39回衆議院議員総選挙に旧福島2区（定数5）から無所属で出馬したが、全立候補者9人中、得票数8位で惨敗する。
1993年、第40回衆議院議員総選挙に自由民主党公認で旧福島2区から再度出馬し、得票数は最下位の5位ながら初当選。派閥は三塚派に属し（後に退会）、1995年の自由民主党総裁選挙では、小泉純一郎擁立を主導するが、小泉は橋本龍太郎に惨敗した。
1996年の第41回衆議院議員総選挙では、小選挙区比例代表並立制導入に伴い福島3区から出馬し、旧民主党の玄葉光一郎を3,533票差で破り再選（玄葉も比例復活）。2000年の第42回衆議院議員総選挙では、コスタリカ方式により比例東北ブロックから出馬し3選。同年、衆議院議事進行係に就任。また森派退会後は2年弱無派閥のままであったが、江藤・亀井派に入会した。2003年自由民主党総裁選挙では、志帥会会長代行を務める亀井静香の推薦人に名を連ねたが、亀井は、かつて荒井が総裁選擁立を主導した小泉純一郎に敗北する。第43回衆議院議員総選挙では福島3区から出馬するが、玄葉に2万票弱の大差をつけられ、比例復活も出来ずに落選。翌2004年の第20回参議院議員通常選挙に比例区から出馬し、当選した。
2005年の郵政国会では、参議院で率先して郵政民営化法案への反対を主張し、8月8日の参議院本会議における採決では反対票を投じる。8月21日、長野県知事だった田中康夫を党代表に据えた新党日本の結党に参画し、党幹事長に就任。10月、自民党から除名処分を受ける。
2006年9月26日、小泉純一郎首相の退陣に伴う首班指名選挙では、統一会派を組む国民新党の綿貫民輔代表ではなく、自由民主党総裁に選出されたばかりの安倍晋三に投票。新党日本は、田中康夫代表が当時は国会議員でなかったため首班指名に関しては自主投票を決定していたが、国民新党側が荒井の安倍への投票を問題視し、結局統一会派を両院で解消した。
第21回参議院議員通常選挙を目前に控えた2007年7月、新党日本のマニフェストが田中代表により役員会での議決を経ずに独断で改定され、特に日本国憲法第9条に関する部分について議論が尽くされなかった点を批判。田中による党の私物化を非難し、新党日本の解党を要求したが、田中がこれを拒絶したため、荒井は記者会見で新党日本の「解党」を宣言した。新党日本総務会長の滝実衆議院議員も同様の批判を行い、荒井、滝のいずれもが新党日本を離れる。荒井は以後、改革クラブに参加するまでは無所属であった。なお、党幹事長である荒井が「解党」を宣言したものの新党日本は存続し、第21回参議院議員通常選挙での得票により、政党助成金も受け取るための政党要件をクリアした。
参院選終了後の8月、統一会派「自由民主党・無所属の会」を結成。2007年12月に参議院本会議で採決が行われた郵政民営化見直し法案には反対票を投じた。
2008年8月、民主党を離党した渡辺秀央を党首に改革クラブを結成し、党幹事長に就任。2010年、自民党を離党した舛添要一らが合流し、改革クラブは新党改革に改称。渡辺に代わり舛添が党代表に就任し、荒井は引き続き幹事長に留まった。2010年7月、第22回参議院議員通常選挙に比例区から出馬し、再選。なおこの参院選において荒井以外の新党改革の候補者は全員落選したが、比例区で2.0%の票を獲得したため、政党助成法上の政党要件を維持した。
2013年7月22日、舛添の代表辞任に伴い、新党改革代表に就任した。
2014年、NPO法人「万年野党」により、「三ツ星議員」に認定された。「三ツ星議員」とは、国会における質疑の回数や質問主意書、議員立法の数を基準に、万年野党により認定される称号。同年10月の福島県知事選挙では一時、荒井自身の立候補も取り沙汰されたが、姻戚関係にある元宮古市長の熊坂義裕を支持した。しかし、熊坂は副知事を辞職して立候補した内堀雅雄に敗れ、次点で落選した。
2015年7月の参議院選挙制度改革では、荒井によって4つの選挙区を2つに合区して参議院合同選挙区を創設する「10増10減」案が立案され、可決・成立した。
2015年9月16日に与党と野党3党（次世代の党・日本を元気にする会・新党改革）で「平和安全法制についての合意書」が合意された。安倍晋三首相と近い新党改革の荒井が窓口となり、水面下での交渉が進展した。
2016年の第24回参議院議員通常選挙に比例区から3選出馬したが、新党改革は議席を獲得できず、党代表の荒井を含む立候補者全員が落選した。なお新党改革から出馬した候補のうち、最多の票を獲得したのは選挙直前に擁立することを発表した山田太郎であり、荒井の得票は山田の4分の1程度に留まった。7月11日、国会内で記者会見を開き、自身を含めて議席を確保できず、新党改革が政党要件を失った責任を取って政界を引退し、新党改革についても解党の手続きを進める考えを示した。新党改革は7月10日付で解党し、7月25日に首相官邸を訪れて、解党及び政界引退を衆院当選同期の安倍晋三首相に報告した際、安倍から政治活動の継続を勧められたが、これを固辞した。
2017年9月27日、「選挙や政策に関して全て自民党と同じ形で投票行動がなされていた」として自民党への復党が承認された。11月8日に内閣官房参与に任命され、地域活性化について助言を行うことになった。2020年9月16日、安倍晋三首相辞任に伴い、内閣官房参与を退職した。

## 政策・主張
- 原子力撤廃を推進している[21]。
- 漢方薬研究を推進し、医療大麻の研究の国内での認可を主張している[22]。

## 実績
- 1999年12月、議員立法で「少子化社会対策基本法案」を衆議院に提出[23]。提案の事務取りまとめを行った[24]。継続審議、廃案、再提出（2001年6月）等を経て、2003年7月に成立。参議院内閣委員会では「少子化社会対策会議というものを設置いたしまして、今までばらばらにやられていたものを統合していく。そして、白書を出します。委員会では御指摘まだございませんけれども、年次報告、言ってみればこれは少子化社会対策会議で出す少子化社会対策白書とでも申しましょうか、年次報告が出される。」と発言[25]、これを基に少子化社会対策基本法成立後は「少子化社会対策白書[26]」として毎年政府が国会に提出している。
- エコポイントの活用によるグリーン家電普及促進事業（家電エコポイント制度）の発案者[27][28]。麻生太郎総理大臣は参議院予算委員会で「最初にこの話をし始めたのは荒井議員と最初だった」「エコポイントの話を荒井議員から聞かしていただいてこの話に弾みが付いていったんだと、私はそう思っております」と評価している[29]。
- 2009年1月、参議院予算委員会で「国が美術品を補償するという制度」を提案[30]。のちに「展覧会における美術品損害の補償に関する法律」が施行されることとなった。
- 東日本大震災で被災した企業・商店・農家等を支援するため自民・公明・たちあがれ日本の有志と共同で「株式会社東日本大震災事業者再生支援機構法案（二重ローン救済法）」を議員立法で提出、与党民主党は当初反対だったが、成立まで漕ぎ着けた。
- 2015年6月1日、国会内で記者会見を開き、一票の格差の是正のための参議院の選挙制度改革について、定数2の4県（鳥取・島根、徳島・高知）の合区が柱の「10増10減」案を発表[31]。6月8日、荒井の案で新党改革、維新の党、次世代の党、日本を元気にする会の野党4党が合意し[32]、自民党も7月22日の総務会でこの提案を了承[33]。7月24日、自民・維新・次世代・元気・改革5党の賛成により、参議院本会議で可決され、成立した[34]。

## 所属団体・議員連盟
- 創生「日本」[35]
- みんなで靖国神社に参拝する国会議員の会[35]
- 親学推進議員連盟（副会長）
- 少子化社会対策議員連盟（事務局長）
- SOHO議員連盟（代表）
- 北東アジア議員フォーラム（幹事長）
- 薬用作物（薬草）栽培推進議員連盟
- 休眠預金活用推進議員連盟（幹事）
- 子ども・被災者支援議員連盟
- 日中韓国際貿易促進協会（会長）
- 日本の国際協力～特に青年海外協力隊の活動～を支援する国会議員の会（JICA議連）
- 発達障害の支援を考える議員連盟

## 人物
- 第39回衆議院議員総選挙で落選後、1992年から地元・福島県のラジオ局でキャスターを務めた。荒井が当時担当していた番組は今でも放送されている[36]。
- 身長155cm[37]で、綽名は「政界の一寸法師」[37][38]。
- 安倍晋三とは清和政策研究会の新人候補だった当時からの親友であり、安倍からは「荒井ちゃん」と呼ばれる間柄であった。亀井静香は当時を振り返り、「晋三は荒井広幸と組んでいつもアーチェリーの真似事みたいな宴会芸をやってた。」と述べている[39]。自民党を除名された後も安倍シンパを公言し、安倍を側面から支援している[38]。安倍が荒井と会う時は決まって心身が弱った時と言われており[40]、毎年大晦日にはグランドハイアット東京のステーキハウス「オークドア」で共に食事をする仲であった。[41]。また、選挙活動の際には荒井が安倍に栄養ドリンクの差し入れをする事が恒例となっており、2022年に実施された第26回参議院議員通常選挙の際にも栄養ドリンクの差し入れをしていたが、安倍は同年7月8日に奈良県の候補者の応援演説を行う前に荒井から差し入れされた栄養ドリンクを飲んでから演説を行った直後に「安倍晋三銃撃事件」が発生。凶弾に倒れる悲劇が起きた[42]。
- ロイド眼鏡の愛用者である。
- 日中国会議員書画展に書画を提供している[43]。
- 作家の大下英治は荒井を『福島の田中正造[44]』と評し、同名の著書（歴史春秋社、2016年）を記している。

## 政治献金
日本共産党の機関紙しんぶん赤旗の報道によれば、自民党時代消費者金融業界の政治団体「全国貸金業政治連盟」（全政連）からパーティー券購入により資金提供を受けていた。

## 著書
- 単著
  - 『次代を建てる : 地方からながめれば』ぎょうせい、1991年2月15日。
  - 『拝啓 小泉純一郎様「あなたは間違っている」─財投・郵政解体論に反撃』麻布出版、1996年。
  - 『弱者の論理―郵政三事業が生活・地方・金融・情報弱者を救う』NEAR総合研究機構、1998年。
  - 『ワレ抵抗勢力ト言ワレドモ…』情報センター出版局、2001年。
  - 『郵便局をアメリカに売り渡すな―郵政民営化を狙うグローバリズムの罠』飛鳥新社、2002年。
  - 『改革ってそういうことじゃないんじゃないか会議』情報センター出版局、2007年。
- 共著
  - 孔祥林『扶桑の国に来たりし友と語る』行研出版局、1994年6月24日。
  - 荒井広幸・山崎養世『だまされるな！郵政民営化─金持ちを優遇して、貧乏人にツケを回す社会がやってくる』新風舎、2005年。

## 逸話
- 1993年10月16日に放送された日本テレビ「第13回ビートたけしのお笑いウルトラクイズ」の宴会クイズに自由民主党を代表して出場した。